# Micradaeum rugosum
Genre
Espèce
Micradaeum rugosum, unique représentant du genre Micradaeum, est une espèce d'opilions laniatores de la famille des Triaenonychidae.

## Distribution
Cette espèce est endémique du Cap-Occidental en Afrique du Sud. Elle se rencontre dans le montagne de la Table .

## Description
L'holotype mesure 3,5 mm

## Publication originale
- Lawrence, 1931 : « The harvest-spiders (Opiliones) of South Africa. » Annals of the South African Museum, vol. 29, no 2, p. 341–508 (texte intégral).